# Ladislav Hužvík
Ladislav Hužvík (ur. 25 czerwca 1920 w Przerowie, zm. 28 lutego 1973 w Goleniowie pod Szczecinem) – pułkownik służby bezpieczeństwa CSRS StB, szef przedstawicielstwa FMSW CSRS w Polsce.

## Życiorys
Urodził się w rodzinie robotniczej. Uczęszczał do szkoły podstawowej i średniej. Wykonywał zawód mechanika precyzyjnego w firmie Optikotech w Przerowie. Zajmował stanowisko sekretarza okręgowego w czeskiej kolaborującej organizacji młodzieżowej działającej w Protektoracie Czech i Moraw podczas II wojny światowej Młodzieży Zgromadzenia Narodowego (Mládež Národního souručenství), podobno, jak utrzymywał, na polecenie struktur Komunistycznej Partii Czechosłowacji. Został aresztowany przez gestapo i przebywał w więzieniu (1940-1942); wywieziony do obozu koncentracyjnego Auschwitz (1942-1943), następnie do Buchenwaldu (1943-1945). Po powrocie do kraju, chorował (podejrzenie gruźlicy). W 1945 wstąpił do partii komunistycznej, reprezentował Związek Wyzwolonych Więźniów Politycznych (Svaz osvobozených politických vězňů) w komisji śledczej Nadzwyczajnego Sądu Ludowego (mimořádný lidový soud) w Przerowie, rozpoczął naukę w Wyższej Szkole Przemysłowej w Przerowie, oraz stał się pracownikiem ochrony Oddziału Kontrwywiadu w Ołomuńcu. W 1947 ukończył kurs kontrwywiadowczy w Szkole SNB (Korpusu Sił Bezpieczeństwa) w Pradze-Koloděje. W 1949 wystąpił z Kościoła rzymskokatolickiego. Ukończył Szkołę Polityczną SNB w Pradze-Koloděje (1949–1950). Od 1949 był naczelnikiem II Wydziału Zarządu Wojewódzkiego Bezpieczeństwa Państwa, od 1950 III Wydziału StB w Ołomuńcu. W 1951 podczas „zabawy” strzelania do celów na dziedzińcu rykoszetem zranił kolegę. W 1952 został szefem IV Wydziału (sprawy gospodarcze) Zarz. Woj. MSW w Ostrawie. W 1955 został mianowany zastępcą szefa, następnie szefem I Wydziału IV Zarządu MSW (górnictwo, metalurgia, budownictwo, energia). W 1956 został przeniesiony do ZW MSW w Ústí nad Labem i mianowany zastępcą szefa ds. operacyjnych. Studiował metodologię pracy kontrwywiadu w szkole operacyjnej w Moskwie (1958–1959). Po powrocie z ZSRR w 1959 został szefem IV Wydziału ZW MSW Hradec Králové. Na własną prośbę w 1960 został przeniesiony do I Zarządu MSW, gdzie został starszym oficerem XII Wydziału. Ukończył Wieczorowy Uniwersytet Marksizmu-Leninizmu (1960–1964), a następnie studiował na Wydziale Prawa Uniwersytetu Karola w Pradze (1964–1968). W 1966 został przeniesiony z I do II Zarządu MSW. Służył w rezydenturze Federalnego MSW przy ambasadzie CSRS w Moskwie (1966-1969), następnie jako rezydent MSW przy ambasadzie w Warszawie (zalegalizowanego w randze I sekretarza ambasady) (1969-1973). Wielokrotnie nagradzany. Zginął w katastrofie polskiego samolotu rządowego AN-24 pod Szczecinem. Pośmiertnie awansowany do stopnia pułkownika.